# Ars nova

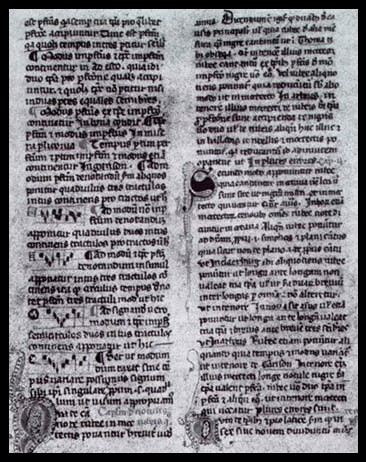
Список трактата «Ars nova» Филиппа де Витри, c нотными примерами

Ars nova, также Арс но́ва (лат. ars nova — «новое искусство») — период в истории музыки, характерный для Франции и соседних стран в эпоху Позднего Средневековья и следующий за периодом Арс антиква. Иногда этот термин используется в более широком смысле для обозначения всей европейской полифонической музыки XIV века.

## Общие сведения
Термин ars nova (также ars moderna) появился в первых десятилетиях XIV века в трудах французских теоретиков (Якоба Льежского, Филиппа де Витри, Иоанна де Муриса, анонимных авторов), противопоставлявших музыку в «новой» технике музыке, написанной в «старой» технике ars antiqua. Коннотации нового и старого прежде всего затрагивали ритм многоголосной музыки и, следовательно, её нотацию, применявшуюся для письменной фиксации ритма. Из этой «метроритмической» предпосылки возникло протипопоставление «старых» и «новых» музыкальных жанров. На уровне этического обобщения «сдержанность» (лат. modestas) старинной музыки противопоставлялась «распущенности», или «разнузданности» (лат. lascivia) музыки современной.

## Краткая характеристика
В узком смысле ars nova — способ нотной записи, предложенный Филиппом де Витри (1291—1361) в трактате «Ars nova» и предоставивший композиторам новые возможности записи длительности нот и других категорий ритмики, неизвестных в прежней многоголосной композиции, ars antiqua. Уже в эпоху раннего Возрождения новым термином стали обозначать весь французский и итальянский репертуар XIV века в противопоставление многоголосию XII—XIII веков. В таком значении он был впервые использован музыковедом Йоханнесом Вольфом в «Истории мензуральной нотации» (нем. «Geschichte der Mensural-Notation», 1904).
Важнейшие представители периода Ars nova во Франции — Филипп де Витри и Гильом (Гийом) де Машо, в Италии — Франческо Ландини. Пограничное положение между ars antiqua и ars nova занимает «Роман о Фовеле» (французская поэма с музыкальными вставками, датируется началом XIV века).
Книга Филиппа де Витри, вышедшая в свет между 1320 и 1325, в последующее десятилетие оказала влияние на французских авторов. Помимо трактата Витри сохранились трактаты учеников его школы. Трактат Витри, вероятно, состоял из двух частей, но первая из них, описывающая старую мензуральную школу, была утрачена. Списки второй части, собственно ars nova, имеют пробелы, которые пытались восполнить редакторы XIX века. Главные и бесспорные новации Витри, сохранившиеся во всех рукописях, — уравнивание в правах двоичной (бинарной) мензуры с традиционной троичной (тернарной) и упорядоченное представление о соседних уровнях ритмического деления (modus, tempus, prolatio). Кроме того, Витри приписывают около десяти мотетов, большинство из которых изоритмические.
Ранние сочинения Ars nova отвергались папой Иоанном XXII. Его преемник Климент VI, напротив, поощрял «новую» школу.
Важнейшие композиторы периода — Гийом де Машо и Франческо Ландини. Среди других — флорентийцы Джованни (Джованни да Каша), Герарделло, Лоренцо, Донато, Андреа, Паоло; Якопо Болонский, Бартолино Падуанский, Пьеро Магистр (возможно, из Ассизи), Никколо Перуджийский. Многие сохранившиеся сочинения (особенно самые ранние, одноголосные) анонимны.
Ars nova — время появления первых многоголосных месс (на стандартный полный текст ординария). И всё же основные музыкально-поэтические шедевры периода сосредоточены в области светской музыки. Центральные по значению жанры музыки Ars nova во Франции — мотет, рондо́, виреле, баллада; в Италии — мадригал, качча, баллата.
Сочинения после смерти Машо и Ландини (конца XIV и начала XV веков, преимущественно французские), отличающиеся особой изысканностью нотации, ритма и гармонии, выделяют в период Ars subtilior (термин предложен в 1960 году Урсулой Гюнтер) и рассматривают их как феномен музыкального маньеризма.

## Проблемы историографии
Музыка и музыкальная теория французского Ars nova оказали значительное влияние на формирование музыки и музыкальной теории в Италии XIV века. Это влияние, например, очевидно в трактате «Pomerium» Маркетто Падуанского, в ассимиляции итальянцами французских форм виреле (в форме баллаты) и шас (в форме каччи). Вместе с тем, обе эти формы приобрели в Италии развитую специфику, не позволяющую говорить о «механическом заимствовании», а столь популярный во Франции XIV века мотет не получил сколько-нибудь заметного отклика у итальянских композиторов. В то же время мадригал, чрезвычайно характерный для Италии XIV века, не был замечен современными французскими композиторами. Наконец, мензуральная теория, сформировавшаяся в Италии, обрела неповторимые черты, которые не позволяют свести её к простому заимствованию французских научно-теоретических прототипов.
С учётом указанного своеобразия каждой из двух новаторских музыкальных культур, ряд западных музыковедов (особенно англоязычных) относят ныне термин Ars nova только к Франции XIV века, а существовавшую в Италии культуру предпочитают более нейтрально именовать «музыкой Треченто», тем самым исключая её эстетическую оценку и импликацию её связи с французскими «новшествами». Кроме того, недостаток термина «музыка Треченто» в том, что феномен «Новой музыки» не совпадает с «астрономическими» границами века: первые документальные свидетельства о музыкальных новациях в Италии (биографии композиторов, события культурной жизни, датировки древнейших нотных рукописей и др.) относятся к 40-м годам четырнадцатого столетия, а последние феномены регистрируются ещё в 20-х годах пятнадцатого. Сами итальянцы рассматривают Ars nova в Италии как часть общего для Франции и Италии музыкально-эстетического и технико-композиционного тренда.

## В изобразительном искусстве
Ars nova — термин, которым в истории изобразительного искусства обозначаются истоки и начальный этап Северного Возрождения в нидерландской живописи XV века.